# Elezioni presidenziali nelle Filippine del 2022
Le elezioni presidenziali e vicepresidenziali nelle Filippine del 2022 si sono tenute il 9 maggio per l'elezione del Presidente e del Vicepresidente del paese; hanno avuto luogo contestualmente alle elezioni parlamentari.
Le candidature sono state chiuse e ufficializzate il 10 gennaio.
Il Presidente uscente, Rodrigo Duterte, essendo costituzionalmente limitato ad un solo mandato non ha potuto ripresentarsi per la rielezione.

## Sistema elettorale
Secondo la Costituzione delle Filippine del 1987, ai fini della determinazione del ramo esecutivo del paese, sono indette due elezioni dirette distinte: una per il Presidente ed una per il Vicepresidente.
Mentre, tuttavia, il Presidente è limitato ad un solo mandato, il vicepresidente può candidarsi per due mandati consecutivi. 
In entrambe le elezioni si adotta il sistema maggioritario secco, essendo, di fatti, il candidato con il maggior numero di voti (Pluralità), indipendentemente dal fatto che uno abbia o meno una maggioranza, a risultare vincente..
Infine, per il fatto che le due elezioni sono completamente distinte l’una dall’altra, è ammesso il voto disgiunto, con la possibilità che possa generarsi una sorta di coabitazione esecutiva, oltre che congressuale, tra i due individui.

## Risultati

### Elezioni del Presidente
| Ferdinand Marcos Jr. | Partito Federale delle Filippine                           | 31 629 783 | 58,77 |  |  |  |  |  |
| Leni Robredo         | Indipendente (PLP)                                         | 15 035 773 | 27,94 |  |  |  |  |  |
| Manny Pacquiao       | Movimento Progressista per la Devoluzione delle Iniziative | 3 663 113  | 6,81  |  |  |  |  |  |
| Isko Moreno          | Azione Democratica                                         | 1 933 909  | 3,59  |  |  |  |  |  |
| Panfilo Lacson       | Partito per le Riforme Democratiche                        | 892 375    | 1,66  |  |  |  |  |  |
| Faisal Mangondato    | Katipunan ng Kamalayang Kayumanggi                         | 301 629    | 0,56  |  |  |  |  |  |
| Ernesto Abella       | Indipendente                                               | 114 627    | 0,21  |  |  |  |  |  |
| Leody de Guzman      | Partito Forza delle Masse                                  | 93 027     | 0,17  |  |  |  |  |  |
| Norberto Gonzales    | Partito Democratico Socialista delle Filippine             | 90 656     | 0,17  |  |  |  |  |  |
| Jose Montemayor Jr   | Partito Democratico delle Filippine                        | 60 592     | 0,11  |  |  |  |  |  |
| Totale               | Totale                                                     | 53 815 484 | 100   |  |  |  |  |  |
|                      |                                                            |            |       |  |  |  |  |  |
| Voti non validi      | Voti non validi                                            | 2 279 750  | 4,06  |  |  |  |  |  |
| Votanti              | Votanti                                                    | 56 095 234 |       |  |  |  |  |  |

### Elezioni del Vicepresidente
| Sara Duterte       | Lakas-CMD                             | 32 208 417 | 61,53 |  |  |  |  |  |
| Francis Pangilinan | Partito Liberale delle Filippine      | 9 329 207  | 17,82 |  |  |  |  |  |
| Tito Sotto         | Coalizione Popolare Nazionalista      | 8 251 267  | 15,76 |  |  |  |  |  |
| Willie Ong         | Azione Democratica                    | 1 878 531  | 3,59  |  |  |  |  |  |
| Lito Atienza       | Probinsya Muna Development Initiative | 270 381    | 0,52  |  |  |  |  |  |
| Manny SD Lopez     | Partito degli Operai e dei Contadini  | 159 670    | 0,31  |  |  |  |  |  |
| Walden Bello       | Partido Lakas ng Masa                 | 100 827    | 0,19  |  |  |  |  |  |
| Carlos Serapio     | Katipunan ng Kamalayang Kayumanggi    | 90 989     | 0,17  |  |  |  |  |  |
| Rizalito David     | Partito Democratico delle Filippine   | 56 711     | 0,11  |  |  |  |  |  |
| Totale             | Totale                                | 52 346 000 | 100   |  |  |  |  |  |
|                    |                                       |            |       |  |  |  |  |  |
| Voti non validi    | Voti non validi                       | 3 749 234  | 6,68  |  |  |  |  |  |
| Votanti            | Votanti                               | 56 095 234 |       |  |  |  |  |  |

- Sara Duerte concorre quale Vicepresidente di Ferdinand Marcos Jr., Francis Pangilinan quale Vicepresidente di Leni Robredo e Tito Sotto quale Vicepresidente di Panfilo Lacson.